# Erina Mano
Erina Mano (真野恵里菜, Mano Erina, née le 11 avril 1991 à Zama, au Japon) est une chanteuse en solo et actrice, ex-idole japonaise au sein du Hello! Project.

## Biographie

### Carrière
Elle commence sa carrière en 2006 en intégrant le Hello! Pro Egg, un ensemble d'apprenties-idoles.
En 2007, elle intègre les Gatas Brilhantes, l'équipe de futsal du Hello! Project, ainsi que le groupe de J-pop qui en est dérivé, les Ongaku Gatas, avec qui elle enregistrera deux singles ainsi qu'un album.
En mars 2008 elle est graduée du Hello! Pro Egg et quitte ainsi le groupe afin de commencer une carrière de soliste, toujours dans le cadre du Hello! Project. Elle sort ses premiers singles en indépendant dans un style de musique douce, s'accompagnant au piano, sous la houlette du compositeur KAN et du producteur Taisei.
En 2009, sa carrière de chanteuse évolue avec la sortie de Otome no Inori (乙女の祈り), son premier single commercial, sous le label hachama. À la fin de l'année sortira son premier album solo Friends (FRIENDS), reprenant ses sept premiers singles. En parallèle à sa carrière solo, elle rejoint une nouvelle mouture provisoire du groupe Petit Moni V, avec qui elle enregistrera plusieurs chansons qu'elle interprètera lors des tournées du Hello! Project. À la suite de la graduation générale et du départ des autres solistes en mars 2009, elle demeure l'unique chanteuse en solo du Hello! Project. Elle commence également à jouer les rôles principaux dans des dramas télévisés, et anime sa propre émission de radio, Mano-Deli.
En juillet 2010, elle donne son premier concert en occident aux États-Unis à l'occasion de la convention Anime Expo (AX) 2010, succédant à ses collègues des Morning Musume qui s'y étaient produites l'année précédente.
En mars 2011, son émission de radio Mano-Deli s'arrête, laissant place dès la semaine suivante à Riho-Deli animée par Riho Sayashi, une des nouvelles recrues des Morning Musume.
En juillet elle se rend au Puchon International Fantastic Film Festival en Corée du Sud afin de représenter son film Kaidan Shin Mimibukuro Kaiki (怪談新耳袋　怪奇).
Elle participe ensuite en août au sous-groupe BeKiMaSu, formé des membres de groupes du H!P ("BE" pour Berryz Kobo, "KI" pour Cute, "MA" pour "Mano Erina", "SU" pour Smileage), qui devient MoBeKiMaSu peu après avec l'adjonction des membres de Morning Musume ("MO").
En juillet 2012, elle annonce son départ prochain du Hello! Project (graduation). Celui-ci a effectivement lieu le 23 février 2013, à l'occasion du concert commun organisé pour fêter les 15 ans d'existence du H!P. Elle continue depuis ses activités au sein de la compagnie mère Up-Front, et est intégrée en mars au M-line club aux côtés des anciennes membres du H!P encore en activité.
Elle ne sort plus de disques depuis 2013, se consacrant à sa carrière d'actrice. Elle tient notamment en 2015 l'un des rôles principaux dans la série de films The Next Generation: Patlabor (en) et dans le film Tag.

### Vie privée
Erina Mano a épousé le footballeur Gaku Shibasaki le 16 juillet 2018.

## Groupes

### Au sein du Hello! Project
- Hello! Pro Egg (2006–2008)
- Ongaku Gatas (2007–2008)
- Elder Club (2008)
- Wonderful Hearts (2008–2009)
- Petitmoni V (2009–2013)
- Hello! Project Mobekimasu (2011–2013)

## Discographie

### En solo

#### Singles
Indépendants
1. Manopiano (マノピアノ?) (sorti le 29 juin 2008)
2. Lucky Aura (ラッキーオーラ?) (sorti le 4 octobre 2008)
3. Lalala-Sososo (ラララ-ソソソ?) (sorti le 13 décembre 2008)

Major
1. Otome no Inori (乙女の祈り?) (sorti le 18 mars 2009)
2. Hajimete no Keiken (はじめての経験?) (sorti le 20 mai 2009)
3. Sekai wa Summer Party (世界は サマー・パーティ?) (sorti le 29 juillet 2009)
4. Kono Mune no Tokimeki wo (この胸のときめきを?) (sorti le 30 septembre 2009)
5. Love & Peace = Paradise (Love & peace = パラダイス?) (sorti le 25 novembre 2009)
6. Haru no Arashi (春の嵐?) (sorti le 24 février 2010)
7. Onegai Dakara... (お願いだから…?) (sorti le 12 mai 2010)
8. Genkimono de Ikō! (元気者で行こう！?) (sorti le 15 septembre 2010)
9. Seishun no Serenade (青春のセレナーデ?) (sorti le 26 janvier 2011)
10. My Days for You (sorti le 29 juin 2011)
11. Doki Doki Baby / Tasogare Kōsaten (ドキドキベイビー/黄昏交差点?) (sorti le 22 février 2012)
12. Song for the Date (sorti le 27 juin 2012)
13. Next My Self (sorti le 12 décembre 2012)

#### Albums
1. Friends (FRIENDS?) (sorti le 16 décembre 2009)
2. More Friends (MORE FRIENDS?) (sorti le 24 novembre 2010)
3. More Friends Over (MORE FRIENDS OVER?) (sorti le 28 mars 2012)

#### Best-of
1. Best Friends (BEST FRIENDS?) (sorti le 6 février 2013)

### Participations

#### Avec Ongaku Gatas
Singles
1. Narihajimeta Koi no Bell (鳴り始めた恋のBELL?) (sorti le 12 septembre 2007)
  - Narihajimeta Koi no Bell (鳴り始めた恋のBELL?)
  - Dreamin' ~Gatas Brilhantes H.P. no Ōenka~ (DREAMIN'～ガッタスブリリャンティスH.P.の応援歌～?)
2. Yattarōze! (やったろうぜ！?) (sorti le 5 décembre 2007)
  - Yattarōze! (やったろうぜ！?)
  - Sakaero Habatake Gatas Brilhantes H.P. (栄えろ羽ばたけ　ガッタス ブリリャンチス H.P.?)

Album
1. 1st Goodsal (1st GOODSAL?) (sorti le 6 février 2008)
  - Dakishimete... Namida (抱きしめて・・・涙?)
  - Osaki no Sunzurei (お先にすんずれい?)
  - Kokoro no Tanima (心の谷間?) (en duo avec Arisa Noto)
  - Koi Uranai Dōri ni wa Naranai wa (恋占い通りにはならないわ?)

#### Avec le Hello! Project
Albums
1. Chanpuru 1 ~Happy Marriage Song Cover Shū~ (チャンプル①～ハッピーマリッジソングカバー集～?) (sorti le 15 juillet 2009)
  - Ai wa Katsu (愛は勝つ?) (interprété avec °C-ute)
  - Kanpaku Sengen (関白宣言?) (interprété avec Berryz Koubou)
  - Kimi ga Iru Dake de (君がいるだけで?) (au sein des Petit Moni V)
2. Petit Best 10 (プッチベスト10?) (sorti le 2 décembre 2009)
  - Pira! Otome no negai (ピラッ！乙女の願い?) (au sein des Petit Moni V)

#### Avec (Mo)BeKiMaSu
Singles
1. Makeru na Wasshoi! (負けるな わっしょい！?) (en tant que "BeKiMaSu" ; sorti le 6 août 2011 en digital et le 21 décembre 2011 en physique)
  - Makeru na Wasshoi! (負けるな わっしょい！?)
2. Busu ni Naranai Tetsugaku (ブスにならない哲学?) (sorti le 16 novembre 2011)
  - Busu ni Naranai Tetsugaku (ブスにならない哲学?)
  - Moshimo... (もしも・・・?) (Edition limitée A et normale)
  - Katchoii Uta (かっちょ良い歌?) (Edition limitée E)

## Vidéographie

### Singles V
En solo
1. Otome no Inori (乙女の祈り?) (sorti le 25 mars 2009)
2. Hajimete no Keiken (はじめての経験?) (sorti le 3 juin 2009)
3. Sekai wa Summer Party (世界は サマー・パーティ?) (sorti le 5 août 2009)
4. Kono Mune no Tokimeki wo (この胸のときめきを?) (sorti le 7 octobre 2009)
5. Love & Peace = Paradise (Love & peace = パラダイス?) (sorti le 2 décembre 2009)
6. Love & Peace = Paradise (feat. Hello Kitty) (Love & peace = パラダイス (feat. ハローキティ)?) (sorti le 23 décembre 2009)
7. Onegai Dakara... (お願いだから…?) (sorti le 19 mai 2010)
8. Genkimono de Ikō! (元気者で行こう！?) (sorti le 22 septembre 2010)
9. Seishun no Serenade (青春のセレナーデ?) (sorti le 2 février 2011)
10. My Days for You (sorti le 6 juillet 2011)
11. Doki Doki Baby (ドキドキベイビー?) (sorti le 29 février 2012)

Avec Ongaku Gatas
1. Narihajimeta Koi no Bell (鳴り始めた恋のBELL?) (sorti le 12 septembre 2007)
2. Yattarōze! (やったろうぜ！?) (sorti le 19 décembre 2007)

### Events V
1. Otome no Inori (乙女の祈り?) (#1) (sorti le 28 mars 2009)
2. Otome no Inori (乙女の祈り?) (#2) (sorti le 11 avril 2009)
3. Hajimete no Keiken (はじめての経験?) (sorti le 30 mai 2009)
4. Sekai wa Summer Party (世界は サマー・パーティ?) (sorti le 13 août 2009)

Avec MoBeKiMaSu
1. Busu ni Naranai Tetsugaku (ブスにならない哲学?) (sorti le 23 novembre 2011)

### En concert
1. Debut Concert, Prologue ~Otome no Inori~ (Debut Concert,　プロローグ ～乙女の祈り～?) (sorti le 5 août 2009)
2. First concert, Introduction ~Hajimete no kando~ (ファーストコンサートツアー,　Introduction ～はじめての感動～?) (sorti le 22 décembre 2009)
3. Special Joint 2010 Haru ~Kansha Mankai! Mano Erina 2 Shūnen Totsunyū & S/mileage Major Debut e Sakura Sake! Live~ (スペシャルジョイント2010春 ～感謝満開！真野恵里菜２周年突入＆スマイレージメジャーデビューへ桜咲け！ライブ～?) (sorti le 16 juin 2010)
4. Concert Tour 2011 ~Hatachi no Otome 801 Days~ (コンサートツアー2011 ～ハタチの乙女 801DAYS～?) (sorti le 21 septembre 2011)
5. Manosonata 10 Kaime no Red Sensation ~Mano Erina 10th Single Hatsubai Kinen Event~ (マノソナタ10回目のレッド・センセーション 〜真野恵里菜10thシングル発売記念イベント〜?) (sorti le 9 novembre 2011)
6. Concert Tour 2012 ~Date~ (sorti le 26 septembre 2012)
7. Memorial Concert 2013, Otome Legend ~For the Best Friends~ (sorti le 22 mai 2013 en DVD et Blu-Ray)

### Image DVD
1. Manoguam (マノグアム?) (sorti le 1er avril 2009)
2. Manoguide in Yakushima (マノガイド in 屋久島?) (sorti le 27 janvier 2010)
3. From Days (sorti le 22 juin 2011)
4. Up to Date (sorti le 6 juin 2012)
5. Behind of Photobook Manochan ~Dear Friends~ (Behind of Photobook まのちゃん ～Dear Friends～?) (sorti le 23 octobre 2013)

### Clips vidéo
1. Single V Clips 1 (シングルＶクリップス1?) (sorti le 3 mars 2010)
2. Zen Single Music Video Blu-ray File 2011 (全シングル MUSIC VIDEO Blu-ray File 2011?) (sorti le 21 décembre 2011)
3. Single V Clips 2 (シングルＶクリップス2?) (sorti le 11 juillet 2012 en DVD et le 8 août 2012 en Blu-Ray)

### Autres DVD
- Hello! days Vol. 14 (sorti le 26 novembre 2008)
- Triple Kōnyū Sha Tokuten (トリプル購入者特典?) (sorti le 7 avril 2009)
- Mano Erina Ōenkikaku Friends Party 2008 (真野恵里菜応援企画 FRIENDS PARTY 2008?) (sorti le 25 avril 2009)
- Debut concert, Prologue ~Otome no inori~ DVD Pamphlet (Debut concert,　プロローグ ～乙女の祈り～ DVD Pamphlet?) (sorti le 6 juin 2009)
- Erina Mano DVD Magazine Vol. 1 (sorti le 13 septembre 2009)
- Koisuru Hello Kitty DVD (恋する Hello Kitty DVD?) (sorti le 17 février 2010)
- Erina Mano DVD Magazine Vol. 2 (sorti le 14 mars 2010)
- Erina Mano DVD Magazine Vol. 3 (sorti le 9 octobre 2010)
- Friends Party Vol. 4 ~Mano Japan~ (Friends Party Vol.4 ～真野JAPAN～?) (sorti le 26 janvier 2011)
- Friends 'Bus' Party Vol. 1 (sorti le 26 janvier 2011)
- Erina Mano DVD Magazine Vol. 4 (sorti le 28 mai 2011)
- Friends Party Vol. 5 ~From 1991.01.11 Hitsuji no Onna 20th Dream Birthday~ (Friends Party vol.5 ～from19910411 未の女 20TH DREAM BIRTHDAY～?) (sorti le 26 août 2011)
- Platinum Annex 2011.6.14~6.15 ~Bessatsu 'Manomania' Shohan~ (PLATINUM ANNEX 2011.6.14~6.15 ～別冊“マノマニア”初版～?) (sorti le 26 octobre 2011)
- Friends 'Bus' Party Vol. 2 in Suwako (Friends 'Bus' Party Vol.2 in 諏訪湖?) (sorti le 26 novembre 2011)
- Real Etude Minna no Ie (リアルエチュード　みんなの家?) (sorti le 30 mai 2012)
- Platinum Annex 2012.4.10~2012.4.11 ~Bessatsu 'Manomania' Gōkaban Zenyasai & Seitansai~ (PLATINUM ANNEX 2012.4.10~2012.4.11 ～別冊“マノマニア”豪華版　前夜祭&生誕祭～?) (sorti le 27 juin 2012)
- Friends 'Bus' Party Vol. 3 in Nasu Kōgen (Friends 'Bus' Party Vol.3 in 那須高原?) (sorti le 26 novembre 2012)
- Friends Party Vol. 6 ~Mano Christmas world~ (sorti en 2013)
- Friends Party Vol. 7 ~Minna! 5 Shūnen Totsunyū & 22sai Seitan-saida Yo!~ (Friends Party vol.7 ～みんな！5周年突入＆22歳生誕祭だよ！～?) (sorti le 27 juin 2013)
- Platinum Annex 2013.5.3&5.6 ~Bessatsu 'Manomania' GW ban~ (PLATINUM ANNEX 2013.5.3&5.6 ～別冊マノマニアGW版～?) (sorti le 28 juin 2013)

## Filmographie

### Films
- Kaidan Shin Mimibukuro Kaiki (怪談新耳袋　怪奇?) (2010 - Rôles de Kirishima Ayumi (dans Tsukimono) et de Fujisawa Megumi (dans Nozomi))
- Abed ~Hatachi no Koi (Abed～二十歳の恋?) (2010 - Partie 4 "Takako" - Rôle de Minami Takako)
- Miyuki no Fūrin (美雪の風鈴?)[3] (2011 - Court-métrage - Rôle de Miyuki)
- Kamen Rider x Kamen Rider Fourze & OOO: Movie Taisen Megamax (仮面ライダー×仮面ライダー フォーゼ＆オーズMOVIE大戦 MEGAMAX?) (2011 - Rôle de Misaki Nadeshiko / Kamen Rider Nadeshiko)
- Wagahaha no Ki (わが母の記?)[4] (2012 - Rôle de Sadayo)
- Kamen Rider × Kamen Rider Wizard & Fourze: Movie War Ultimatum (仮面ライダー×仮面ライダー ウィザード&フォーゼ MOVIE大戦アルティメイタム?) (2012 - Rôle de Misaki Nadeshiko / Kamen Rider Nadeshiko)
- SPEC ~Close~ (SPEC〜結（クローズ）〜?)[5] (2013 - Rôle de Hotsu Satori)
- The Next Generation -Patlabor- (en) (2015 - Rôle de Izumino Akira)
- Tag (11 juillet 2015 - Rôle de Izumi)
- 2015 : Love and Peace (ラブ＆ピース, Rabu & pisu?) de Sion Sono : une étudiante
- Orange (en) (2015)
- Anonymous Noise (2017 - Rôle de Miou Suguri)
- The 100th Love with You (en) (2017)
- Kids on the Slope (2018 - Rôle de Yurika Fukahori)

### Drama
Télévision
- Pocky 4 Sisters! ~Dasenai Tegami~ (ポッキーフォーシスター ズ～出せない手紙～?)[6] (2008 - Rôle de Kidokoro Erina)
- Tōkyō Shōjo (東京少女?)[7] (2009 - Épisodes 45-48 - Rôle de Mano Erina)
- Hanbun Esper (半分エスパー?) (2010 - Rôle de Mano Erina)
- Keizoku 2: SPEC (ケイゾク 2: SPEC?) (2010 - Épisode 7 - Rôle de Hotsu Satori)
- Face Maker (2010)
- Sūgaku Joshi Gakuen (数学♥女子学園?)[8] (2012 - Rôle de Shirogane Reiko)
- Darling wa 70sai, Okusama wa 18sai (ダーリンは70歳 奥様は18歳?) (2012 - Téléfilm - Rôle de Okamoto Erina)
- SPEC ~Shō~ (SPEC〜翔〜?) (2012 - Téléfilm - Rôle de Hotsu Satori)
- Minna! Esper Dayo! (みんな!エスパーだよ!?)[9] (2013 - Rôle de Asami Sae)
- Nijūyon no Hitomi (二十四の瞳?)[10] (2013 - Téléfilm - Rôle de Kagawa Masuno)
- Ikiro ~Senjō ni Nokoshita Dengon~ (生きろ 〜戦場に残した伝言〜?)[11] (2013 - Téléfilm - Rôle de Gushi Yoshiko)
- Jinsei, Nariyuki ~Tensai Rakugo-ka - Tatekawadanshi Seishun Hayate-roku 〜 Zenpen (人生、成り行き〜天才落語家・立川談志 青春疾風録〜 前編?)[12] (2013 - Téléfilm - Rôle de Matsuoka Noriko)
- Yonimo Kimyōna Monogatari '13 Aki no Tokubetsu-hen (世にも奇妙な物語'13秋の特別編?)[13] (2013 - Téléfilm - Rôle de Kume Tomomi)
- Shark (SHARK?)[14] (2014 - Rôle de Okawa Miku)
- Suteki na sen Taxi (素敵な選TAXI?) (2014)

Cinéma
- The Next Generation -Patlabor- (THE NEXT GENERATION -パトレイバー-?)[15] (2014-2015 - 12 épisodes - Rôle de Izumino Akira)

Internet
- Koisuru Seiza (恋する星座?) (2009 - Rôle différent dans chaque épisode)
- Manospy (マノスパイ?) (2010 - Rôle de Mano Erina)
- Death Game Park (デス・ゲーム・パーク?) (2010 - Rôle de Endō Ryōko)
- Heather LOVE♡ Short Movies[16] (2012 - Épisode 4)

### Théâtre et comédie musicale
- Koisuru Hello Kitty (恋するハローキティ?) (2009 - Rôle de Hello Kitty)
- Ōkami-tachi no Gogo Hungry Like a Wolf (狼たちの午後 Hungry Like a Wolf?) (2010)
- Photogenic (フォトジェニック?) (2010)
- Tsubaki, Toki Tobi (つばき、時跳び?) (2010 - Rôle de Nokeboshi Hisashi)
- Ikemen Desu Ne (美男ですね?) (2011 - Rôle de Nana)
- Real Etude Minna no Ie (リアルエチュード　みんなの家?) (2011)
- Reading Drama 'Moshimo Kimi Ga.' -Last Christmas (リーディングドラマ「もしもキミが。」-Last Christmas?)[17] (2011)
- Guitar o Machinagara (ギターを待ちながら?) (2012)
- Love Letters 2012 Spring Special (LOVE LETTERS 2012 Spring Special?)[18] (2012)
- Hōsō Kinshi. (放送禁止。?)[19] (2012)
- Usani (ウサニ?) (2012 - Rôle de Usani)
- Itamu Hito (悼む人?)[20] (2012 - Rôle de Sakatsuki Mishio)
- Guitar o Machinagara (ギターを待ちながら?)[21] (2013 - Nouvelle version de la pièce)

### Doublage
- Kimi no Iru Machi (君のいる町?) (2012 - OVA - Rôle de Koba Haruna)

### Émissions TV
- Berikyū! (ベリキュー!?) (2008)
- Yorosen! (よろセン!?) (2008-2009)
- Bijo Hōdan (美女放談?) (2009 - Épisodes 7-8)
- Kitty's Paradise Peace (キティズパラダイスpeace?) (2009-2010)
- Bijo Gaku (美女学?) (2010-2011)
- HelloPro! Time (ハロプロ！ＴＩＭＥ?) (2011-2012)
- MoBeKiMaSu tte Nani ?? (モベキマスってなに？？?) (2011 - 1 épisode)
- Hello! Satoyama Life (ハロー！ＳＡＴＯＹＡＭＡライフ?) (2012-2013)
- Mission 001 ~Minna de Space Invader~ (MISSION 001～みんなでスペースインベーダー～?)[22] (2014)

### Émission Radio
- Mano-Deli (2009-2011)

## Produits dérivés
Photobooks en solo
1. Mano Erina (真野恵里菜?) (sorti le 10 février 2009)
2. Tengoku no Door (天国のドア?) (sorti le 20 janvier 2010)
3. Mano Days ~Hatachi no Hatsukoi~ (MANO DAYS ～二十歳の初恋～?) (sorti le 10 juin 2011)
4. Mano Date (MANO DATE?)  (sorti le 23 mai 2012)
5. Mano Na No (まのなの?)  (sorti le 23 février 2013)
6. Manochan ~Dear friends~ (まのちゃん～Dear Friends～?) (sorti le 27 septembre 2013)
7. ZERO (sorti le 27 août 2014)
8. Escalation  (sorti le 19 septembre 2015)

Photobooks avec le H!P
1. Hello! Project BEST SHOT!! Vol. 17 (sorti le 28 mars 2009)
2. Hello! Project BEST SHOT!! Vol. 18 (sorti le 24 mars 2010)
3. Hello! Project BEST SHOT!! Vol. 19 (sorti le 28 mars 2012)
4. Hello! Project BEST SHOT!! Vol. 20 (sorti le 18 mars 2013)

Calendriers
1. Calendar 2010 (sorti le 19 septembre 2009)
2. Calendar 2011 (sorti le 19 septembre 2010)
3. Calendar 2012 (sorti le 29 septembre 2011)
4. Calendar 2013 (sorti le 15 septembre 2012)
5. Calendar 2014 (sorti le 20 novembre 2013)
6. Calendar 2015 (sorti le 25 octobre 2014)